# Thecla nubes
Thecla nubes är en fjärilsart som beskrevs av Druce 1907. Thecla nubes ingår i släktet Thecla och familjen juvelvingar. Inga underarter finns listade i Catalogue of Life.